# Fonction à oscillation moyenne bornée
 (septembre 2016).
L'ensemble des fonctions à oscillations moyennes bornées, usuellement noté {\displaystyle BMO} de l'anglais « bounded mean oscillation », est un espace de fonctions utilisé en analyse harmonique. 
Il a été introduit par Fritz John et Louis Nirenberg pour résoudre des problèmes d'équations aux dérivées partielles.

## Définition
Pour toute fonction {\displaystyle f\in }L1loc{\displaystyle (\mathbb {R} ^{n})}, on définit {\displaystyle \|f\|_{BMO}=\sup _{Q\subset \mathbb {R} ^{n}}{\frac {1}{|Q|}}\int _{Q}|f(x)-f_{Q}|\,\mathrm {d} x.}.
La borne supérieure est prise sur l'ensemble des cubes {\displaystyle Q} de {\displaystyle \mathbb {R} ^{n}}, l'expression {\displaystyle |Q|} désigne la mesure de Lebesgue de {\displaystyle Q}, et {\displaystyle f_{Q}} désigne la moyenne de {\displaystyle f} sur {\displaystyle Q} : {\displaystyle f_{Q}={\frac {1}{|Q|}}\int _{Q}f(x)\,\mathrm {d} x}.
Par définition,